# Ubald Adimari
Pour les articles homonymes, voir Adimari.
Ubald Adimari (Florence, vers 1249 - Monte Senario, 9 avril 1315) est un religieux servite de Marie italien reconnu bienheureux par l'Église catholique et est fêté le 9 avril de chaque année

## Biographie
Ubald Adimari naît vers l'an 1249 au sein de la famille Adimari, une des familles de la noblesse de Florence. C’est l’époque où  plusieurs villes d’Italie se déchirent entre le parti des guelfes et gibelins. Ce sont ensuite les guelfes blancs et noirs qui entretiennent la discorde entre eux et ensanglantent Florence. Ubald est partisan de la faction gibeline de Florence et se livre à des abus de toutes sortes.
En 1279, les Florentins, fatigués par ces luttes continuelles demandent au pape Nicolas III, d’envoyer un médiateur entre les familles du parti guelfe. Le pape envoie comme légat apostolique et pacificateur, son neveu, le cardinal Latino Malabranca Orsiniet Philippe Benizi, qui est accompagné de Bonaventure Bonaccorsi, un ancien partisan de la faction gibeline, devenu frère servite. Encouragé par les paroles de Benizi et l’exemple de Bonaccorsi, Ubald Adimari regrette ses actes violents et intègre l'ordre des servites à l'abbaye de Monte Senario où il s’adonne à la méditation et à la pénitence.
Sa vie est ensuite très hagiographique. Ainsi malgré ses prières et ses mortifications, il se sent toujours coupable de son ancienne vie, jusqu’au jour où, cultivant le jardin du couvent, des oiseaux se posent sur lui et se laissent toucher par le religieux, qui l’interprète comme un signe du pardon de Dieu. Un jour qu’il veut puiser de l'eau, la cruche se brise ; il recueille l'eau dans le creux de son scapulaire sans que l’eau ne s’écoule. Une autre fois, alors qu’il est malade, les religieux lui apporte une perdrix cuite mais il refuse le plat et ressuscite l’animal. Il quitte parfois sa solitude pour accompagner Philippe Bénizi dans ses voyages apostoliques. Alors qu’il est en prière au Monte Senario, la Vierge lui apparaît pour lui annoncer que Benizi est malade à Todi et qu’il va mourir. Ubald quitte précipitamment sa retraite, et assiste à la mort de son maître.

## Culte
Ubald meurt le 9 avril 1315 au Mont Senario. En 1707, lors de la reconstruction de l'église de Monte Senario, son corps est retrouvé près de l’autel avec les ossements des sept fondateurs de l’ordre. Après les travaux, les deux coffres sont placés sous le maître-autel au même endroit qu'auparavant. Ils y restent jusqu'en 1723, où ils sont conservés dans une pièce attenante à la sacristie par crainte de l’humidité. 
Le 30 mars 1821, la Congrégation des rites publie un décret d'approbation du culte d'Ubald, qui est confirmé par Pie VII le 3 avril suivant. Son corps est mis dans une urne puis placé dans l'église du Mont Senario.